# Ignacio Mariscal
Ignacio Mariscal Fagoaga (Oaxaca, Oaxaca; 5 de julio de 1829-Ciudad de México, 17 de abril de 1910) fue un político, jurista, diplomático, traductor y escritor mexicano.

## Datos biográficos

### Primeros años y su labor como jurista
Ignacio Mariscal pertenece a la generación de liberales que llegaron al poder en 1854, con la salida definitiva de Antonio López de Santa Anna de la presidencia. Ignacio Mariscal nace en la ciudad de Oaxaca el 5 de julio de 1829. Existen pocos datos sobre su familia, su padre fue Mariano Mariscal, diputado durante la Intervención estadounidense en México. Estudio en el Instituto de Artes y Ciencias de la Ciudad de Oaxaca, donde obtuvo el título de abogado en 1849.
Emigra a la Ciudad de México en 1854 como protesta por las actividades a favor del presidente Santa Anna del gobernador de Oaxaca, Ignacio Martínez Pinillos. Pertenece a la colonia oaxaqueña de liberales que arribarán al poder, entre ellos Matías Romero y Benito Juárez. El presidente Juárez reconoce sus talentos como jurista y lo nombra asesor federal del gobierno en la ejecución de las Leyes de Desamortización.
Debido a sus conocimientos en materia jurídica, fue propuesto como diputado por el Estado de Oaxaca al Congreso Constituyente de 1856 y 1857, participando en la redacción de la Constitución como miembro de la Comisión de Justicia. Su labor como miembro de esta Comisión destacó en la redacción y aprobación de disposiciones en contra de los fueros militar y eclesiástico, así como de la regulación del destierro y competencia de los tribunales federales.  Con el inicio de la Guerra de Reforma, viaja junto con el presidente Juárez hasta establecerse en Veracruz. 
Con el triunfo del bando liberal, retorna a la Ciudad de México, formando parte de la II Legislatura de la Cámara de Diputados entre 1861 y 1862. Como diputado, perteneció a la Comisión de Puntos Constitucionales, que entre los temas relevantes que revisó se encontró la fundación del estado de Campeche en 1861.

### El inicio de su carrera diplomática
En 1863 es designado consultor jurídico de la Legación mexicana en Washington D. C., cargo con el cual acompañará a Matías Romero durante el tiempo que durará la Intervención Francesa. Esta experiencia le servirá durante todo el tiempo que ocupará la Secretaría de Relaciones Exteriores.
A pesar de su aprendizaje en Washington, con el triunfo de la República y considerando su experiencia en materia legal, el presidente Benito Juárez lo nombra en 1869 Secretario de Justicia e Instrucción Pública, teniendo como principal objetivo presentar un proyecto de ley de amparo.
No obstante, en 1871 es nombrado por primera vez Secretario de Relaciones Exteriores Desde esta primera experiencia al frente de la Secretaría, buscará ampliar las relaciones de México con otros países. En ese sentido, se destaca que en este periodo se establezcan relaciones diplomáticas con el Imperio Alemán y España.
Considerando su experiencia al frente de Relaciones, en 1873 es nombrado como ministro de México ante el gobierno en Washington D. C.. Ocupará este cargo durante casi toda la década para retornar al país en 1877. En este periodo estará encargado de negociar las reclamaciones de ciudadanos mexicanos y estadounidenses desde el término de la guerra con Francia.

### La consolidación de su carrera diplomática
- El 16 de noviembre de 1879 es nombrado nuevamente Secretario de Justicia e Instrucción Pública, cargo que ocupará hasta su nombramiento como Secretario de Relaciones Exteriores.
- En 1880 es nombrado por segunda ocasión Secretario de Relaciones Exteriores, cargo que ocupará por más de 26 años
- En 1883 es nombrado Ministro de México en Londres.
- Muere en la Ciudad de México el 17 de abril de 1910

## Condecoraciones
Recibió la Cruz de 1a Clase de la Orden Imperial de la Corona de Hierro en 1902 del Imperio austrohúngaro.

## Mariscal, académico y escritor

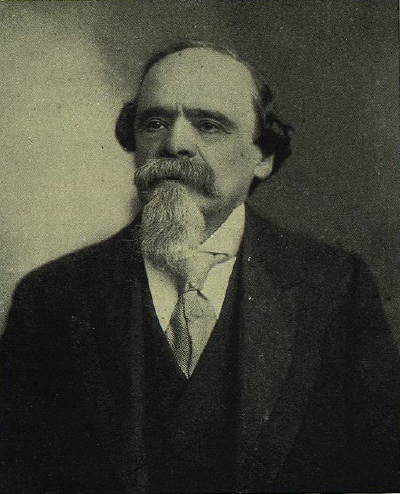
Ignacio Mariscal en 1903

- En 1882 publica el libro Historia de las dificultades entre México y Guatemala. Ese mismo año es nombrado miembro de número de la Academia Mexicana de la Lengua, ocupó la silla XVI.
- Por su dominio del inglés, tradujo al castellano a Shakespeare, a Longfellow, a Edgar Allan Poe y a Lord Byron.[4]
- En 1909, es elegido presidente de la Academia Mexicana de la Lengua, cargo en el que durará hasta el día de su muerte.

### Libros publicados
- Exposición sobre el código de procedimientos penales (1880) México;
- Historia de las dificultades entre México y Guatemala. Proyectada Intervención de Estados Unidos. Algunos documentos oficiales (1882);
- Discursos de los Exmos. Señores L. Marroquín é I. Mariscal en la Academia Mexicana de la Lengua (1899) México: Imp. Francisco Díaz de León.[5]
- Memoria que en cumplimiento del precepto constitucional presenta al duodécimo Congreso de la Unión, el C. Ignacio Mariscal rendido ante el Senado acerca del tratado de límites entre Yucatán y Belice (1893) México;
- El Cuervo, original de Edgar Allan Poe, traducción (1895);
- Concurso científico nacional (1897);
- Don Nicolás Bravo o la clemencia mexicana (1900);
- Juárez y el libro de Bulnes (1904);
- Episodios en la vida de Juárez (1906);
- Poesías (1911) Madrid. Editor Balbino Dávalos.[4]